# Алоїзіус Бертран
Алоїзіус Бертран, власне Луї-Жак-Наполеон Бертран (фр. Aloysius Bertrand, Louis-Jacques-Napoléon Bertrand; 20 квітня 1807, Чева, П'ємонт, Італія — 29 квітня 1841, Діжон) — французький поет, автор збірки віршів у прозі «Нічний Гаспар» (в іншому перекладі «Ґаспар серед ночі») та «Ундина».

## Життя і творчість

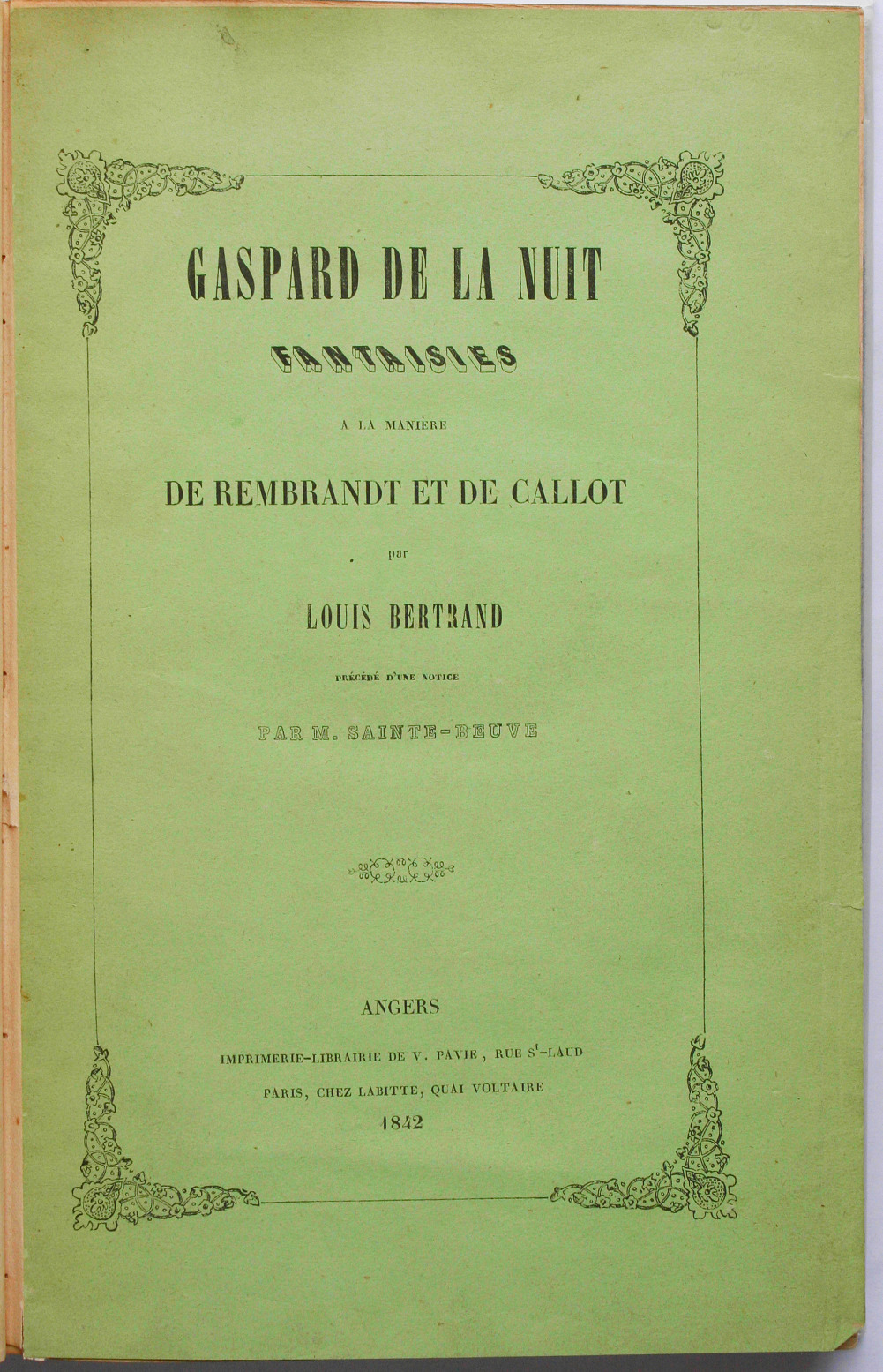
Перше видання «Нічного Гаспара» (1842)

Народився 20 квітня 1807 в Чева. Батько, Жорж Бертран, походив з солдатської родини та був лейтенантом жандармерії. Мати, Лаура Давіко, була дочкою мера італійського містечка Чева. У серпні 1815 року батько Бертрана вийшов у відставку й повернувся з родиною до Діжона. У 1818—1826 роках Бертран навчався в Королівському колежі Діжона. У листопаді 1826 року був прийнятий до Наукового товариства Діжона, де часом проводив літературні вечори, читаючи свої вірші. 23 травня 1827 року він став віце-президентом товариства. У травні 1828 року при товаристві Бертран почав видавати часопис «Провінціал». На цікавий журнал і неабиякого поета звернув увагу Віктор Гюго, написавши Бертранові похвального листа.
Окрилений Бертран у 1828 році переїздить до Парижа, оселившись в Отель де Норманді. 1829 року далася взнаки тяжка недуга, у Бертрана було виявлено туберкульоз. Тож 4 квітня 1830 року він повертається до Діжона. Та в 1833 році вже остаточно переїздить до Парижа, сподіваючист на літературний успіх в столиці. Цього разу Бертран оселяється в Отель дю коммерс. Видавець Ежен Рандюель, ознайомившись з рукописом «Нічного Гаспара», погодився його опублікувати. Захопившись театром, Бертран спробував себе і в цьому жанрі. В 1833 році написав драму «Петер Вальдек або падіння людини».
Проте літературний успіх ніяк не приходив, а видавець також зник. Тож Бертран мав тяжко поневірятися й бідувати. Та принаймні 13 вересня 1837 року був для нього радісним. Королева Марі-Амелі, дізнавшись про скруту Бертрана, переслала йому грошову допомогу, як королівську плату за його сонет. Через рік, у вересні 1838 року Бертран був госпіталізований через загострення сухот. Після лікарні Бертран запізнався з новим видавцем Віктором Паві з Анже, який брався опублікувати «Нічного Гаспара» й у жовтні 1839 року навіть надрукував проспект до майбутнього видання. 1840 року Бертран гадає, що цілковито одужав, береться до літературної праці, шукає своїх видавців, від яких нічого не чути. Та хвороба повертається і 29 квітня 1841 року Бертран помирає. Його головний літературний твір, збірка віршів у прозі Нічний Гаспар", був опублікований вже посмертно в 1842 році.
Бертран відомий насамперед як перший французький поет, який запровадив у французькій літературі жанр віршів у прозі. Його Нічний Гаспар був джерелом натхнення поетів-символістів. Довгий час його поетичний доробок залишався невідомим, поки його не «повернули» в історію літератури Шарль Бодлер та Стефан Малларме. Сьогодні Бертран вважається класиком поетичної і фантастичної літератури.
«Нічний Гаспар» Бертрана надихнув Равеля на створення однойменного музичного твору.

## Українські переклади
Окремі твори Бертрана перекладали Борис Тен, Микола Терещенко та Роман Осадчук.